# 田中大輔 (野球)
田中 大輔（たなか だいすけ、1984年12月18日 - ）は、広島県三次市出身の元プロ野球選手（捕手）。

## 来歴・人物

### プロ入り前
広島県三次市出身。如水館高校では2年夏（2001年）に一学年上の柳瀬明宏とバッテリーを組み甲子園に出場。
卒業後は東洋大学に進学し、2年春よりレギュラーに定着、主将も務めた。大学時代は永井怜、1学年下の大場翔太とバッテリーを組んでいた。東都大学リーグ通算72試合出場、236打数68安打、打率.288、3本塁打、36打点。ベストナイン1回受賞。2006年の大学・社会人ドラフトで中日ドラゴンズに希望枠で入団。なお、翌年に希望枠が廃止されたため中日で最後の希望枠での入団者である。

### 中日時代
プロ1年目の2007年は首脳陣の要望もあって二軍で前田章宏と共に主力捕手としてマスクを被る。同年のフレッシュオールスターゲームに途中出場した。その後一軍昇格し、8月1日の広島戦（広島）でスタメン出場を果たした。地元ということもあり、多くの応援団が駆け付けた。8回までをリードして4失点とし、田村藤夫捕手コーチからは「初めてにしては頑張った」と評された。その後一軍出場はなかったものの、一軍のブルペンでマスクを被るなど練習を積んだ。
2008年は春季キャンプでは当初から一軍メンバー入りし、中日スポーツではキャンプ中の田中の動きを追う特集記事が連載されるなど期待されたが、2月26日から読谷組（主に二軍メンバー）へ行くことが決定した。同日の田中大輔日記で「悔しくないかといったらうそになりますけど…。一からの鍛え直しです。また1軍のほうに呼ばれるように頑張っていくしかないです。」と心境を語った。開幕後も前年に続いて二軍でレギュラー捕手としてマスクを被った。5月29日にシーズン初の一軍登録。6月6日の日本ハム戦（ナゴヤ）では2007年8月以来のスタメンで試合終了までマスクを被り、1回表2死から出塁した高口隆行を二塁で刺すなど強肩をみせた。一方で日本ハム打線に被安打17で7失点を許し、課題も多い結果となった。6月10日に抹消されるも小田幸平の負傷で再登録、その後、谷繁の復帰に伴い、抹消された。8月29日に再び登録され、8月31日の対広島戦（ナゴヤ）で5-0で迎えた6回裏第3打席でプロ初安打を放った。また、9月6日の対横浜戦では同期の清水昭信の初完投勝利をリードした。12月に東洋大で同級生だった一般女性と結婚することになった。
2009年は春季キャンプを目前に右肩を故障して出遅れ、その間に日本ハムから加入した小山桂司に差をつけられてしまった。
2010年は一軍出場なしに終わり、オフに背番号を58に変更した。
2012年は小山の移籍もあり、15試合に出場した。
2013年はシーズン終盤から起用されるようになると15試合に出場して打率.280を記録した。また、プロ初本塁打を地元のMAZDA Zoom-Zoomスタジアム広島で打っている。
2014年は同学年の武山真吾の加入もあり、3試合の出場に留まり、10月1日に戦力外通告を受けた。

### オリックス時代
2014年11月14日、オリックスが獲得することが発表された。
2015年は開幕一軍に選ばれるも、代打の1試合のみの出場に終わった。
2016年も2年連続で1試合のみの出場に終わり、10月25日に戦力外通告を受け、12月2日に自由契約公示された。

### 引退後
引退後は生命保険会社に入社し、営業マンに転身した。

## 詳細情報

### 年度別打撃成績
| 年 度    | 球 団      | 試 合 | 打 席 | 打 数 | 得 点 | 安 打 | 二 塁 打 | 三 塁 打 | 本 塁 打 | 塁 打 | 打 点 | 盗 塁 | 盗 塁 死 | 犠 打 | 犠 飛 | 四 球 | 敬 遠 | 死 球 | 三 振 | 併 殺 打 | 打 率 | 出 塁 率 | 長 打 率 | O P S |
| -------- | ---------- | ----- | ----- | ----- | ----- | ----- | -------- | -------- | -------- | ----- | ----- | ----- | -------- | ----- | ----- | ----- | ----- | ----- | ----- | -------- | ----- | -------- | -------- | ----- |
| 2007     | 中日       | 2     | 3     | 1     | 0     | 0     | 0        | 0        | 0        | 0     | 0     | 0     | 0        | 1     | 0     | 1     | 0     | 0     | 0     | 0        | .000  | .500     | .000     | .500  |
| 2008     | 中日       | 17    | 27    | 23    | 1     | 4     | 0        | 0        | 0        | 4     | 0     | 0     | 0        | 1     | 0     | 3     | 1     | 0     | 3     | 1        | .174  | .269     | .174     | .443  |
| 2011     | 中日       | 4     | 8     | 6     | 0     | 0     | 0        | 0        | 0        | 0     | 0     | 0     | 0        | 0     | 0     | 2     | 0     | 0     | 2     | 0        | .000  | .250     | .000     | .250  |
| 2012     | 中日       | 15    | 19    | 19    | 0     | 2     | 1        | 0        | 0        | 3     | 1     | 0     | 0        | 0     | 0     | 0     | 0     | 0     | 4     | 1        | .105  | .105     | .158     | .263  |
| 2013     | 中日       | 15    | 27    | 25    | 1     | 7     | 2        | 0        | 1        | 12    | 2     | 0     | 0        | 0     | 1     | 0     | 0     | 1     | 7     | 0        | .280  | .296     | .480     | .776  |
| 2014     | 中日       | 3     | 4     | 4     | 0     | 1     | 0        | 0        | 0        | 1     | 0     | 0     | 0        | 0     | 0     | 0     | 0     | 0     | 0     | 0        | .250  | .250     | .250     | .500  |
| 2015     | オリックス | 1     | 1     | 1     | 0     | 0     | 0        | 0        | 0        | 0     | 0     | 0     | 0        | 0     | 0     | 0     | 0     | 0     | 1     | 0        | .000  | .000     | .000     | .000  |
| 2016     | オリックス | 1     | 0     | 0     | 0     | 0     | 0        | 0        | 0        | 0     | 0     | 0     | 0        | 0     | 0     | 0     | 0     | 0     | 0     | 0        | .000  | .000     | .000     | .000  |
| NPB：8年 | NPB：8年   | 58    | 89    | 79    | 2     | 14    | 3        | 0        | 1        | 20    | 3     | 0     | 0        | 2     | 1     | 6     | 1     | 1     | 17    | 2        | .177  | .241     | .253     | .495  |

### 年度別守備成績
| 年 度 | 捕手 | 捕手 | 捕手 | 捕手 | 捕手 | 捕手 | 捕手   | 捕手   | 捕手   | 捕手   | 捕手   | 一塁 | 一塁 | 一塁 | 一塁 | 一塁 | 一塁   |
| 年 度 | 試合 | 刺殺 | 補殺 | 失策 | 併殺 | 捕逸 | 守備率 | 企図数 | 許盗塁 | 盗塁刺 | 阻止率 | 試合 | 刺殺 | 補殺 | 失策 | 併殺 | 守備率 |
| ----- | ---- | ---- | ---- | ---- | ---- | ---- | ------ | ------ | ------ | ------ | ------ | ---- | ---- | ---- | ---- | ---- | ------ |
| 2007  | 2    | 10   | 1    | 0    | 0    | 0    | 1.000  | 1      | 0      | 1      | 1.000  | -    | -    | -    | -    | -    | -      |
| 2008  | 16   | 51   | 9    | 0    | 1    | 0    | 1.000  | 9      | 5      | 4      | .444   | -    | -    | -    | -    | -    | -      |
| 2011  | 4    | 11   | 1    | 0    | 0    | 0    | 1.000  | 2      | 1      | 1      | .500   | -    | -    | -    | -    | -    | -      |
| 2012  | 10   | 28   | 2    | 0    | 1    | 0    | 1.000  | 5      | 4      | 1      | .200   | 1    | 4    | 0    | 0    | 1    | 1.000  |
| 2013  | 15   | 51   | 5    | 2    | 0    | 2    | .966   | 11     | 8      | 3      | .273   | -    | -    | -    | -    | -    | -      |
| 2014  | 3    | 8    | 0    | 0    | 0    | 0    | 1.000  | 2      | 2      | 0      | .000   | -    | -    | -    | -    | -    | -      |
| 2016  | 1    | 0    | 0    | 0    | 0    | 0    | .000   | 0      | 0      | 0      | .000   | -    | -    | -    | -    | -    | -      |
| 通算  | 51   | 159  | 18   | 2    | 2    | 2    | .989   | 30     | 20     | 10     | .333   | 1    | 4    | 0    | 0    | 1    | 1.000  |

### 記録
- 初出場・初先発出場：2007年8月1日、対広島東洋カープ12回戦（広島市民球場）、8番・捕手で先発出場
- 初打席：同上、2回表に大竹寛から四球
- 初安打：2008年8月31日、対広島東洋カープ21回戦（ナゴヤドーム）、6回裏に前田健太から右前安打
- 初打点：2012年8月3日、対東京ヤクルトスワローズ15回戦（明治神宮野球場）、7回表に赤川克紀から左中間へ適時二塁打
- 初本塁打：2013年10月3日、対広島東洋カープ24回戦（MAZDA Zoom-Zoom スタジアム広島）4回表に中田廉から左越ソロ

### 背番号
- 28（2007年）
- 22（2008年 - 2010年）
- 58（2011年 - 2014年）
- 97[7]（2015年 - 2016年）

### 登場曲
- 「real world」EXILE（2008年～2010年）
- 「I Wish For You」EXILE（2011年～2012年）
- 「希望の唄」FUNKY MONKEY BABYS（2012年）
- 「冗談じゃない」MASH（2013年～、2014年以降は奇数打席のみ）
- 「Call Me Maybe」カーリー・レイ・ジェプセン（2014年～、偶数打席のみ）